# Мавзолей «Безымянный-2»
Мавзолей «Безымянный-2» — архитектурный памятник в Самарканде, входящий в ансамбль Шахи-Зинда. Построен предположительно в 90-е годы XIV века.

## Исторический срез

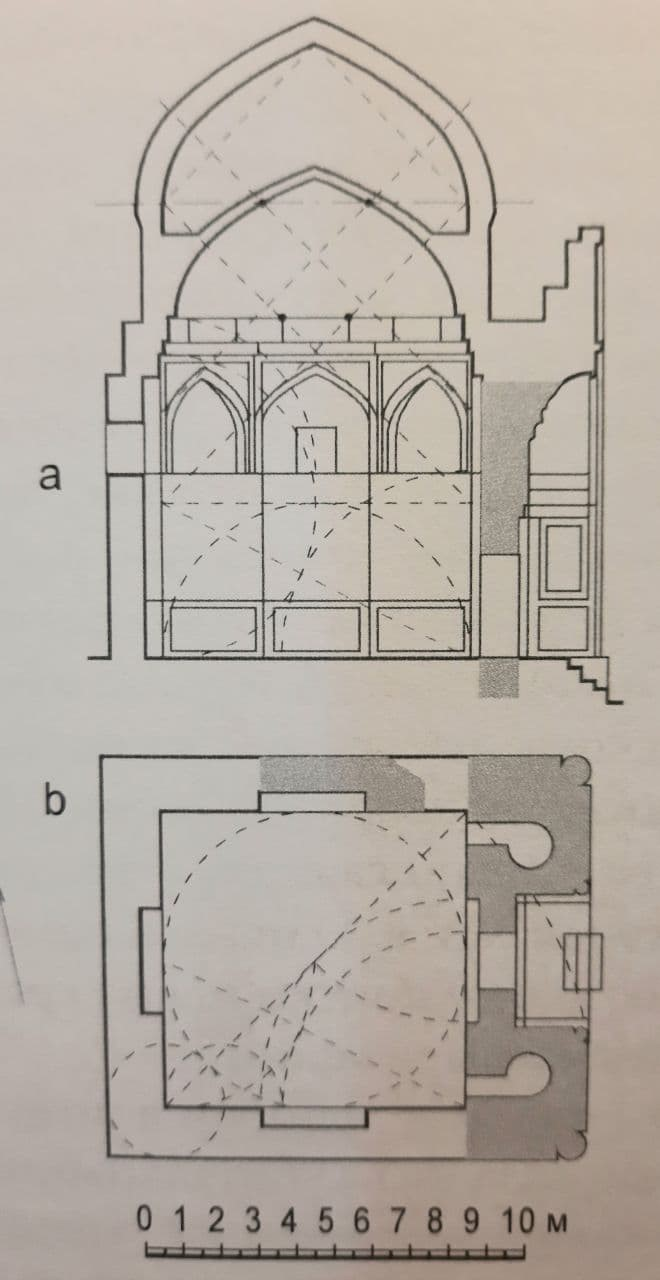
Из книги Немцевой Н. Б., Ансамбль Шахи-Зинда: история-археология-архитектура XI—XXI вв. Самарканд, 2019.

Мавзолей «Безымянный-2» условно назван так, поскольку в его надписях не сохранилось ни имени личности, в нем погребённой, ни даты постройки, в оригинале сохранился только входной портал. Данные раскопок показали, что это был типичный для ансамбля однокамерный квадратно-купольный мавзолей, но значительно больших размеров, чем другие. Если средняя величина интерьеров мавзолеев в ансамбле XIV века составляла 5 — 6,5 м в стороне, то в «Безымянном-2» сторона квадрата была равна 8 — 8,3 м. Здание мавзолея стояло на стенах медресе Кусамийа XI века. Часть восточного фасада медресе на высоту 2,8 м, вмурованная в фасад XIV века, была видна до реставрации 60-х годов XX века. Одно из наиболее важных открытий археологических работ в ансамбле Шахи-Зинда — вскрытие основания стен ханифитского медресе Кусамийа XI века, известного по письменным источникам. Это было самое крупное сооружение комплекса Шахи-Зинда за все время его существования. Медресе было построено от имени Ибрахима Тамгач Бограхана (правил 1046—1068 гг.), первого правителя Западного тюркского каганата из династии Караханидов, который сделал Самарканд своей столицей. Появление ханифитского медресе у главной мусульманской святыни города в середине XI века, отстроенного от имени государя, — многозначительный факт. Основание медресе отражало не только личные заботы кагана о «судном дне», но и общую морально-этическую духовную атмосферу в Самарканде XI века, где уже в IX—X веках сложилась интеллектуальная среда, существовали крупные теологические школы (ханифитские и шафиитские), круг ученых богословов. Теологическое учение самаркандской школы под названием «ал-Матрудийа» стало общеханифитской доктриной. Это одно из самых ранних медресе Самарканда, которые стали появляться в странах ислама уже в X веке, почти одновременно с университетами в Западной Европе. Это показатель синхронности развития духовной культуры на широкой территории Евразии, которая складывалась в постоянных взаимосвязях и контактах, в том числе в сфере образования и науки, независимо от религиозных воззрений. Медресе Кусамийа 1066 года стояло напротив гробницы Кусама ибн Аббаса, на берегу канала. Сам комплекс Кусама и медресе составляли известный в градостроительной системе городов Средней Азии ансамбль «кош», это один из самых ранних примеров такой композиции.

## Описание мавзолея
От мавзолея «Безымянный-2» сохранился только входной портал. В 1960-х годах памятник явился предметом специальных археологических работ. Был вскрыт план интерьера с нишами по осям, которые позволяют предполагать арочный парус в подкупольной части, а в завершении здания невысокий барабан и второй внешний купол. Почти полностью уцелела входная ниша портала, щековые стороны ее покрывает уникальная высококачественная майолика на кашинной основе.
Кашин — легкая пористая светлая силикатная масса из мелкодробленного кварцевого песка с включением глины и извести. Кашин был весьма удобен в изготовлении любых видов архитектурной керамики, как материал, более восприимчивый к глазуровке. Изысканность цветового решения (кобальт, золото в красной окантовке, белый, зеленый), ювелирное изящество рисунка по тонкости исполнения близко разве что майоликам намогильника Кусама ибн Аббаса и иранскому люстру той же поры. Люстровая керамика — плитки расписанные по светлой глазури специальным составом, содержащим металлические соли, при обжиге придающим поверхности изразца радужно-золотистый, перламутровый отблеск. По распространенным предположениям, эта техника, появившаяся в Иране, связывается со стремлением гончаров подражать сосудам из ценных металлов. Люстровая была более типична для столовой посуды, однако проникает и в архитектурный декор. Конструкция и декор мавзолея «Безымянный-2» ещё тесно связаны с традициями 70-80-х годов XIV века. Однако в памятнике уже видны явные поиски новых средств художественного выражения. Какие-то серьёзные ошибки в инженерных расчётах оказались губительны для здания; мавзолей рушится внезапно, судя по характеру завалов, примерно в середине XV века.
Размеры мавзолея:
Снаружи 8×8,3 м.

## Интерьер мавзолея
Как показывает декоративная керамика, найденная при раскопках, интерьер здания отличался исключительной роскошью. Внутренний строй декоративной отделки был построен на традиционном ярусном членении. Низ четверика опоясывала панель из крупных шестигранных майоликовых плит. Верх стен украшала расписная майолика с крупным условно растительным рисунком. Литые керамические сталактиты, найденные в большом числе при раскопках, дают представление о заполнении угловых арок переходного к куполу восьмерика. В цвете майолик преобладает темно-синий, много золота, нанесенного холодным способом. Горизонтальные и вертикальные плоскости сталактитовых рядов были построены на цветовом контрасте — прием совершенно оригинальный для ансамбля Шахи-Зинда. Темная полихромия вертикальных граней подчеркивалась светлой голубизной горизонтального ряда. Лента крупной (ширина 40-50 см), высокого рельефа арабской надписи, покрытой золотом по темно-синему фону, проходила, вероятно, в шестнадцатиграннике. Сталактитовая шарафа — в угловых пазухах восьмигранника. Характер найденного декора, цветовая палитра майолик, их сочная, яркая полихромная гамма, характер стилизованного растительного орнамента, выполненного в рельефной технике, находит много общего с хорезмийскими майоликами XIV века (надгробия Наджм ад-Дина), но более всего — с рядом стоящим мавзолеем «Безымянный-1» (усто Алима Насафи).

## Склеп мавзолея
Под полами мавзолея склепа нет. Вскрытые у портала со стороны интерьера погребения представляют обычные прямоугольные ямы, перекрытые поперечным бревенчатым накатом диаметром 15-16 см. В XV веке к западной стене мавзолея был пристроен обширный крестовидный в плане склеп (8,1 х 7,6 м по осям) с граненной северной нишей. Это единственный мавзолей в Шахи-Зинда с декоративной отделкой ганчевыми гуртами внутри.

## Эпиграфика
В нише портала, над входным проёмом, есть надпись, значительная часть которой (на правой щековой и щипцовой стенах) была утрачена. Почерк оригинала — лапидарный дивани (монанд). Это фрагмент из Корана (2: 255—256). В 2005 году утраченная часть надписи была восстановлена.

## Галерея

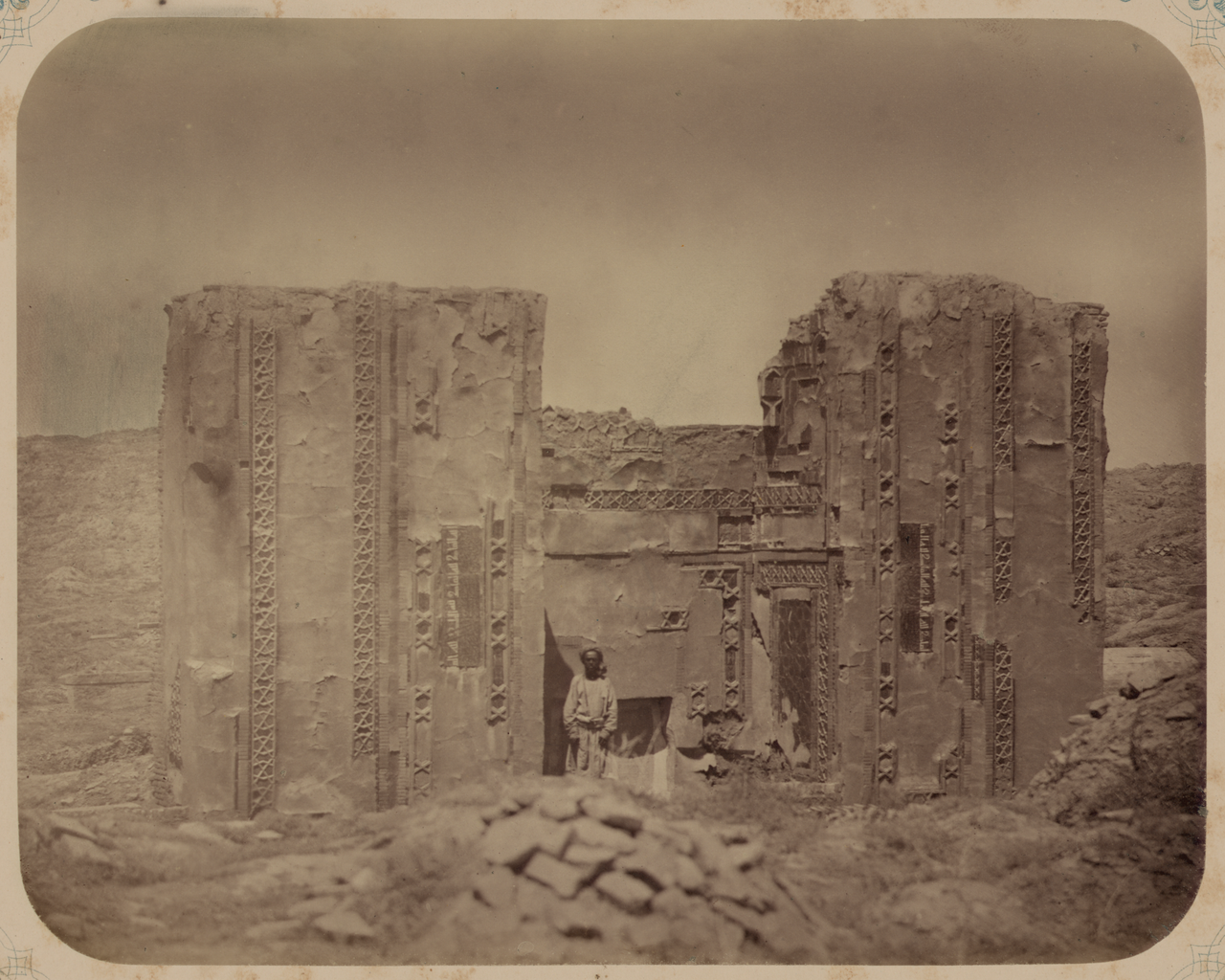
1870
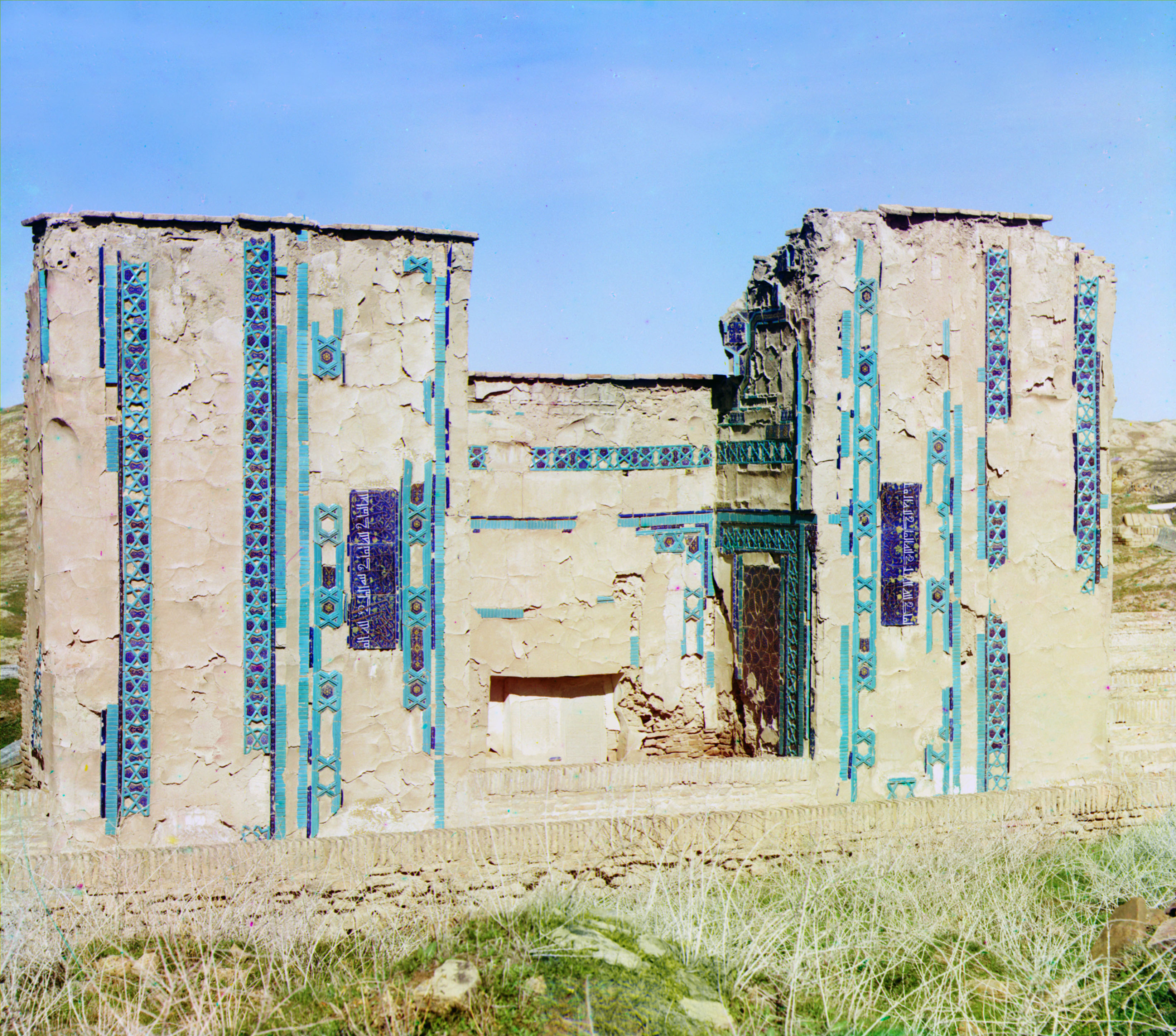
1911
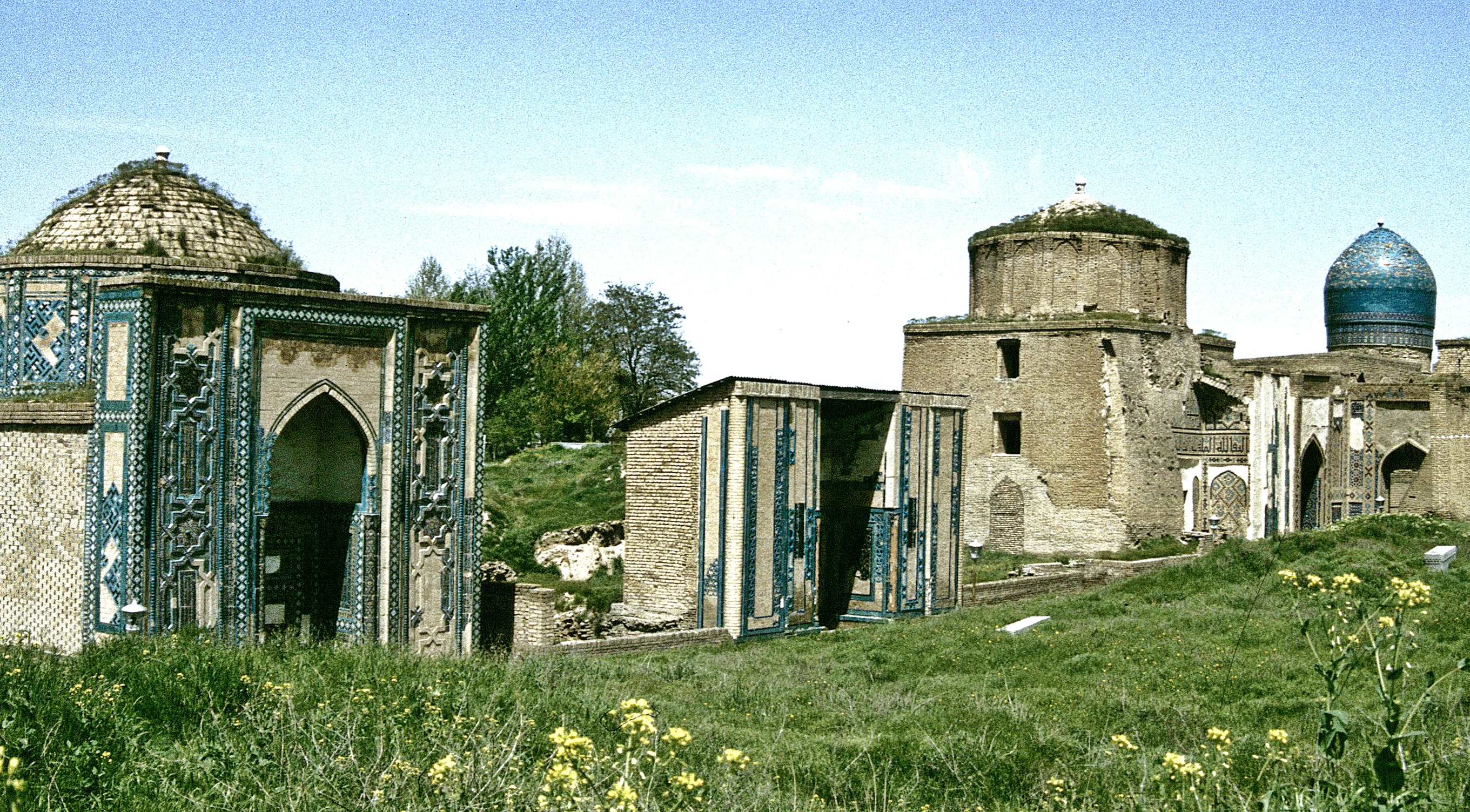
1992
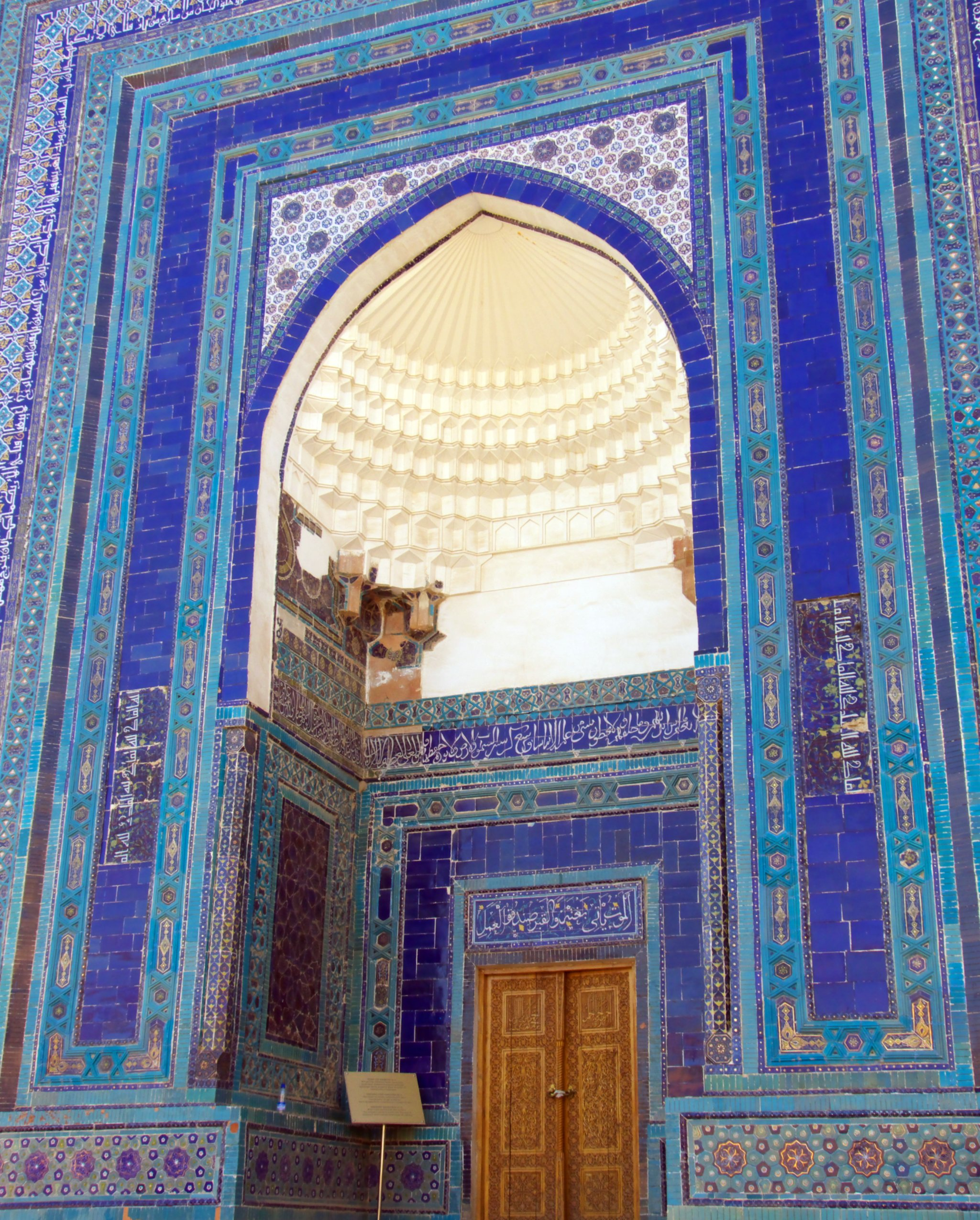
2010
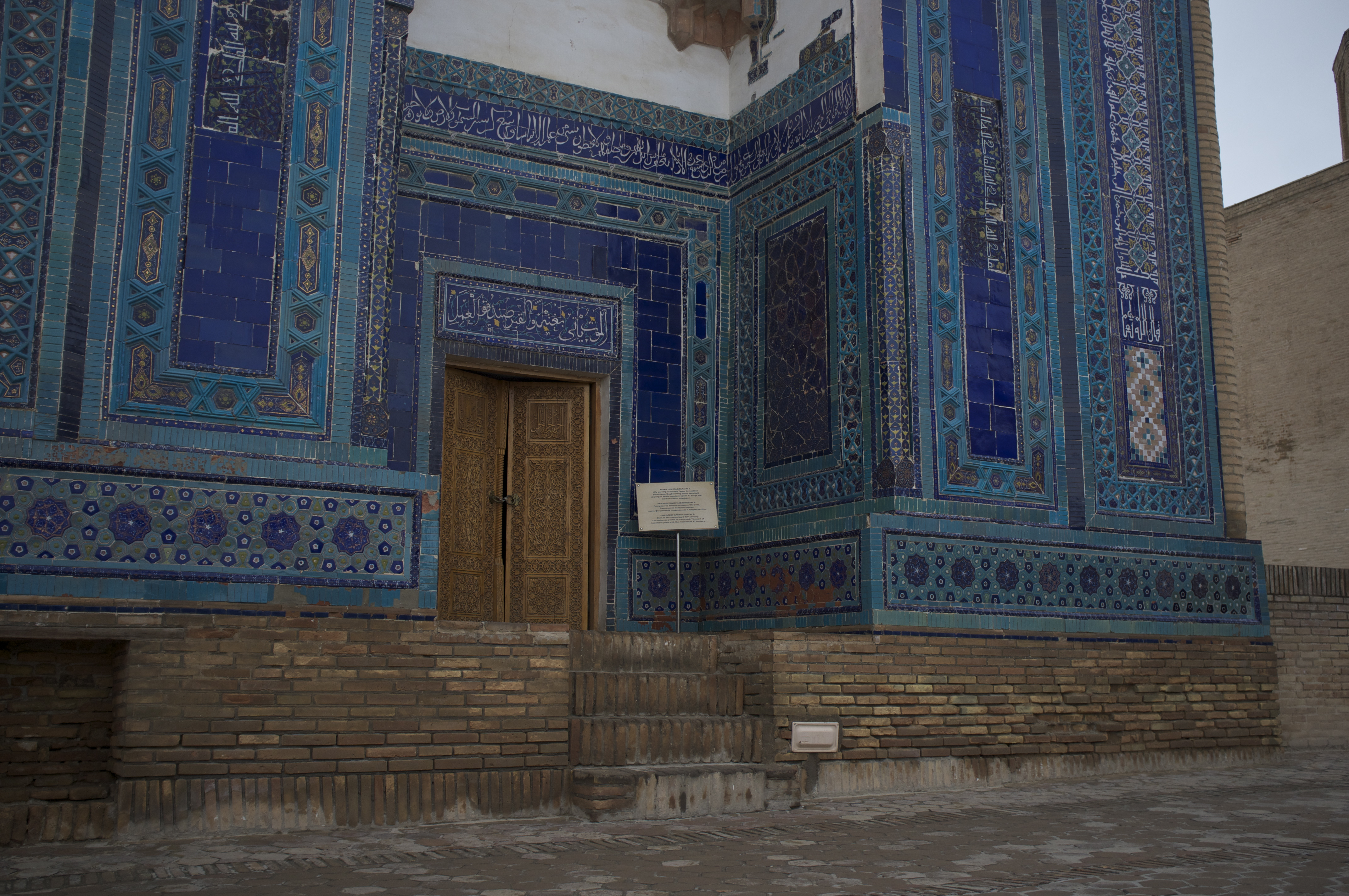
2013
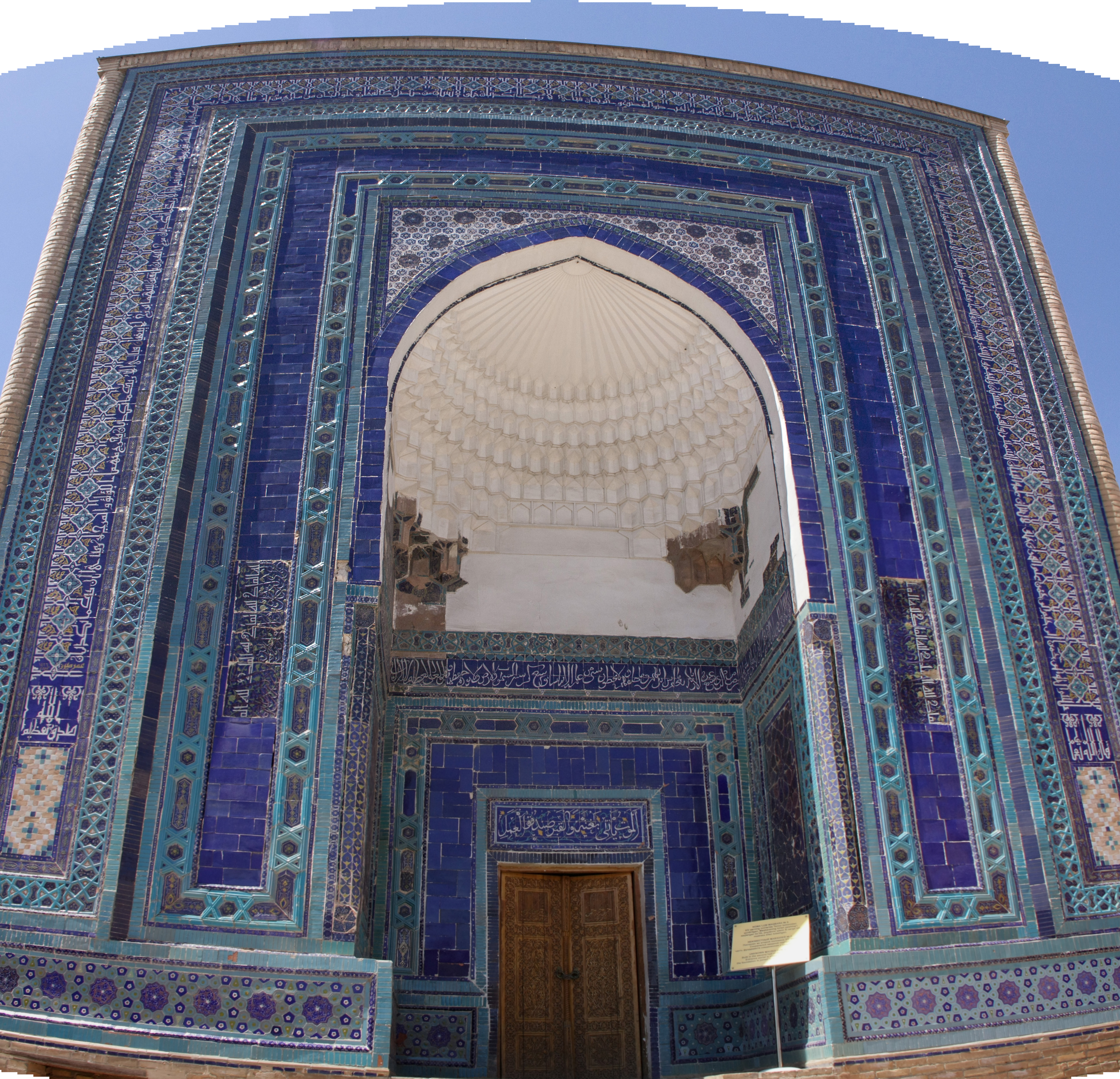
2017